# نونو سانتوس (بازیکن فوتبال، زاده ۱۹۷۳)
نونو سانتوس (پرتغالی: Nuno Santos؛ زادهٔ ۲۰ آوریل ۱۹۷۳) بازیکن سابق و مربی فوتبال اهل پرتغال است.
از باشگاه‌هایی که در آن بازی کرده‌است می‌توان به باشگاه فوتبال بیرامار، باشگاه فوتبال ویتوریا ستوبال، باشگاه فوتبال لیدز یونایتد، باشگاه فوتبال اروکا، باشگاه فوتبال تورنتو، و باشگاه فوتبال بنفیکا اشاره کرد.